# ダミル・ジュムール
ダミル・ジュムール（Damir Džumhur,ボスニア語発音: [dǎːmir dʒûmxur] , 1992年5月20日 - ）は、ボスニア・ヘルツェゴビナ・サラエヴォ出身の男子プロテニス選手。これまでにATPツアーでシングルス3勝を挙げている。身長175cm。右利き、バックハンド・ストロークは両手打ち。自己最高ランキングはシングルス23位、ダブルス117位。「ジュムホール」または「ジュムフル」の表記も見られる。

## 選手経歴

### ジュニア時代
ボスニア・ヘルツェゴビナ紛争が勃発し、1984年サラエボオリンピックの開催地近くの軍事病院で1992年5月20日に生まれる。5歳からテニスを父親の指導の元で始める。当初はサッカーでも才能を発揮したが、最終的にテニスを選び、パトリック・ラフターとロジャー・フェデラーに憧れていた。7歳のときに前述の紛争により、オリンピックのアリーナが破壊された跡地が作り替えられ、練習場を確保したことで本格的にプロを目指して練習に励むようになる。
母国のボスニア語だけではなく、英語も話せる。また、サラエボ大学で政治学を専攻していた。

### 2011年 プロ転向
2011年にプロに転向する。4大大会では2014年全豪オープンで予選を勝ち上がり初出場。トマーシュ・ベルディハとの3回戦まで進出した。

### 2016年 リオ五輪出場
2016年リオデジャネイロオリンピックでオリンピックに初出場した。1回戦でイスラエルのドゥディ・セラに4–6, 4–6で敗れた。

### 2017年 ツアー初優勝 トップ50入り
8月のウィンストン・セーラム・オープンでツアー初の決勝進出。決勝でロベルト・バウティスタ・アグートに4–6, 4–6で敗れ、準優勝となった。9月のサンクトペテルブルク・オープンで2度目の決勝に進出し、ファビオ・フォニーニを3–6, 6–4, 6–2で破りATPツアー初優勝を果たした。大会後の9月25日付のランキングで40位となりトップ50入りを果たす。10月のクレムリン・カップでも決勝進出し、リカルダス・ベランキスを6-2, 1-6, 6-4で下し、ツアー2勝目を挙げる。

### 2018年 ツアー3勝目 トップ25入り
2018年は6月のアンタルヤ・オープン決勝でアドリアン・マナリノに6-1, 1-6, 6-1で勝利しツアー3勝目を挙げる。7月2日付のランキングで自己最高の23位を記録している。

## ATPツアー決勝進出結果

### シングルス: 4回 (3勝1敗)
| 大会グレード                            |
| グランドスラム (0-0)                    |
| ATPワールドツアー・ファイナル (0-0)     |
| ATPワールドツアー・マスターズ1000 (0-0) |
| ATPワールドツアー・500シリーズ (0-0)    |
| ATPワールドツアー・250シリーズ (3-1)    |

| サーフェス別タイトル |
| ハード (2–1)         |
| クレー (0-0)         |
| 芝 (1-0)             |
| カーペット (0-0)     |

| 結果   | No. | 決勝日         | 大会                   | サーフェス    | 対戦相手                         | スコア        |
| ------ | --- | -------------- | ---------------------- | ------------- | -------------------------------- | ------------- |
| 準優勝 | 1.  | 2017年8月26日  | ウィンストン・セーラム | ハード        | ロベルト・バウティスタ・アグート | 4–6, 4–6      |
| 優勝   | 1.  | 2017年9月24日  | サンクトペテルブルク   | ハード (室内) | ファビオ・フォニーニ             | 3–6, 6–4, 6–2 |
| 優勝   | 2.  | 2017年10月22日 | モスクワ               | ハード (室内) | リカルダス・ベランキス           | 6–2, 1–6, 6–4 |
| 優勝   | 3.  | 2018年6月30日  | アンタルヤ             | 芝            | アドリアン・マナリノ             | 6–1, 1–6, 6–1 |

### ダブルス: 1回 (0勝1敗)
| 結果   | No. | 決勝日         | 大会     | サーフェス    | パートナー             | 対戦相手                                  | スコア   |
| ------ | --- | -------------- | -------- | ------------- | ---------------------- | ----------------------------------------- | -------- |
| 準優勝 | 1.  | 2017年10月22日 | モスクワ | ハード (室内) | アントニオ・サンチッチ | マックス・ミルヌイ フィリップ・オズワルド | 3–6, 5–7 |

## 成績
略語の説明
| W | F | SF | QF | #R | RR | Q# | LQ | A | Z# | PO | G | S | B | NMS | P | NH |

W=優勝, F=準優勝, SF=ベスト4, QF=ベスト8, #R=#回戦敗退, RR=ラウンドロビン敗退, Q#=予選#回戦敗退, LQ=予選敗退, A=大会不参加, Z#=デビスカップ/BJKカップ地域ゾーン, PO=デビスカップ/BJKカッププレーオフ, G=オリンピック金メダル, S=オリンピック銀メダル, B=オリンピック銅メダル, NMS=マスターズシリーズから降格, P=開催延期, NH=開催なし.
| 大会           | 2012 | 2013 | 2014 | 2015 | 2016 | 2017 | 2018 | 2019 | 通算成績 |
| -------------- | ---- | ---- | ---- | ---- | ---- | ---- | ---- | ---- | -------- |
| 全豪オープン   | A    | LQ   | 3R   | LQ   | 2R   | 1R   | 3R   | 1R   | 5–5      |
| 全仏オープン   | A    | A    | 1R   | 3R   | 1R   | 1R   | 3R   | 1R   | 4–6      |
| ウィンブルドン | LQ   | A    | LQ   | 1R   | 2R   | 2R   | 2R   | 1R   | 3–5      |
| 全米オープン   | LQ   | LQ   | 1R   | 1R   | 2R   | 3R   | 1R   | 2R   | 4-6      |

### 大会最高成績
| 大会                 | 成績 | 年               |
| -------------------- | ---- | ---------------- |
| ATPファイナルズ      | A    | 出場なし         |
| インディアンウェルズ | 2R   | 2017, 2018, 2025 |
| マイアミ             | 4R   | 2016             |
| モンテカルロ         | 3R   | 2016             |
| マドリード           | 2R   | 2018             |
| ローマ               | 2R   | 2018             |
| カナダ               | 1R   | 2018             |
| シンシナティ         | 1R   | 2018             |
| 上海                 | 1R   | 2017, 2018       |
| パリ                 | 3R   | 2018             |
| オリンピック         | 1R   | 2016             |
| デビスカップ         | WGⅠ  | 2021             |

## 人物・エピソード
2021年3月のメキシコ・オープンの予選2回戦でジュムールはボーティック・ファン・デ・ザンスフルプと対戦したが、この試合で判定について主審に猛抗議する。コートチェンジの際にジュムホールは判定への不満を言い、警告を受ける。それでも気が収まらないジュムールはさらに不満を審判に言い続け、結果、罰則としてポイントを取られた。このポイントペナルティに怒り狂ったジュムホールは、コートから去り、対戦相手のファン・デ・ザンスフルプと本来ならば試合終了に行われるフィストタッチを交わし、ファン・デ・ザンスフルプがコートを去る際にも、ジュムホールは引き続き執拗に主審への抗議を続けた。
この一連のジュムールの振る舞いについてATPは、反スポーツマン的行動かつ試合続行を放棄した為失格とした上で、ジュムールへ6500ドルの罰金を課し、この大会で得た賞金の5280ドルも剥奪され、ATPが調査を行う予定であることを発表した。一方でジュムホールも声明を発表し、自分は失格になったのではなく、主審への抗議の上自ら棄権したと述べ、また一部で報道された暴言もなかったと主張した。